# Phyllodonta canitata
Phyllodonta canitata är en fjärilsart som beskrevs av Charles Oberthür 1912. Phyllodonta canitata ingår i släktet Phyllodonta och familjen mätare. Inga underarter finns listade i Catalogue of Life.